# Instrument autentic
Un instrument autentic este un document care constată un act sau un fapt juridic a cărui autenticitate este certificată de o autoritate publică. Unele instrumente autentice au forță executorie. Un exemplu îl constituie actul autentic de vânzare a unui bun imobil, pregătit de către un notar sau un avocat consultant. Instrumentele autentice care au forță executorie într-un stat membru pot fi executate în alt stat membru în conformitate cu o procedură simplificată prevăzută de Regulamentul Bruxelles I.